# Barawaja (Rajon Puchawitschy)
Barawaja (belarussisch Барава́я, russisch Боровая) ist ein Weiler im Rajon Puchawitschy in der Oblast Minsk in Belarus.

## Geografie
Der Ort liegt 65 km südwestlich von Minsk unmittelbar nordwestlich des Weilers Nawapollje (belarussisch Наваполле).

## Geschichte
Ende des 18. Jahrhunderts war das Dorf im Kreis Igumensky der Provinz Minsk noch im Adelsbesitz.
Im Ersten Weltkrieg wurde die Gegend vom Deutschen Heer besetzt. Am 25. März 1918 wurde das Gebiet es gemäß dem Friedensvertrag von Brest-Litowsk zu einem Teil der Weißrussischen Volksrepublik erklärt. Im Dezember 1918 wurde es von der Roten Armee besetzt, ab dem 1. Januar 1919 wurde es gemäß dem Beschluss des 1. Kongresses der Kommunistischen Partei Weißrusslands ab dem 27. Februar 1919 Teil des sowjetischen Weißrusslands. Während des Polnisch-Sowjetischen Krieges von August 1919 bis Juli 1920 war es unter der Besetzung Polens.
Ab 31. Juli 1920 lag es in der Weißrussischen Sozialistischen Sowjetrepublik. Von Ende Juni 1941 bis Anfang Juli 1944 wurde es von deutschen Wehrmachts-Truppen besetzt.

## Bevölkerungsentwicklung
|           | 1926 | 1999 | 2002 | 2010 |
| --------- | ---- | ---- | ---- | ---- |
| Höfe      | 13   |      | 3    |      |
| Einwohner | 57   | 6    | 3    | 7    |